# 黒石市立六郷小学校
黒石市立六郷小学校（くろいししりつ ろくごうしょうがっこう）は青森県黒石市三島にある公立小学校。

## 概要
黒石市中心部からは北に5kmほど行った所にある小学校。主な進学先は黒石中学校。全校児童は157人（2023年現在）。

## 沿革
- 1892年（明治25年）11月1日 - 1878年（明治11年）、上十川村に創立の栄進尋常小学校と竹鼻尋常小学校が合併し、六郷村大字赤坂字野崎506番地の畑地を借用して、校舎を新築、六郷尋常小学校として発足[2]。
- 1893年（明治26年）3月20日 - 最初の卒業式挙行。最初の卒業生は男子9名。
- 1908年（明治41年）6月 - 上十川分校が開設される。
- 1909年（明治42年）6月 - 二双子分校が開設される。
- 1914年（大正3年）4月1日 - 高等科を併置し、六郷尋常高等小学校と改称。
- 1919年（大正8年）3月 - 校旗ができる。
- 1941年（昭和16年）4月1日 - 国民学校令により、六郷国民学校と改称。
- 1947年（昭和22年）4月1日 - 学校教育法により、六郷村立六郷小学校と改称。同日、六郷中学校を併置し、高等科生を中学校に移籍。
- 1950年（昭和25年）
  - 4月1日 - 上十川分校が独立。六郷第二小学校（現:上十川小学校）として発足する。
  - 7月20日 - 六郷中学校独立校舎新築移転。
- 1954年（昭和29年）7月1日 - 町村合併により、黒石市立六郷小学校と改称。
- 1959年（昭和34年）4月1日 - 二双子分校を廃止。中郷第二小学校（現:北陽小学校）に編入する。
- 1963年（昭和38年）11月28日 - 新築校舎に移転。
- 1965年（昭和40年）11月22日 - 赤板字北野崎に新築校舎完成し、落成式挙行。
- 1972年（昭和47年）12月1日 - 創立80周年記念式典挙行。
- 1976年（昭和51年）7月25日 - プール完成。
- 1979年（昭和54年）9月3日 - PTAの労力奉仕により前庭に池ができる。
- 1983年（昭和58年）
  - 10月17日 - アルミサッシ窓枠工事完了。
  - 10月27日 - 集会室できる。
  - 12月1日 - バックネット移転工事完了。
- 1986年（昭和61年）3月3日 - 体育館天井修理工事完了。
- 1988年（昭和63年）
  - 4月1日 - 機械警備開始。
  - 8月10日 - 1学年と2学年の教室床張り修理完了。
- 1990年（平成2年）5月23日 - 国旗掲揚台完成。
- 1991年（平成3年）9月28日 - 台風19号（りんご台風）により、屋根トタン700枚飛ばされる被害が出た。
- 1992年（平成4年）11月1日 - 創立100周年記念式典挙行。
- 1998年（平成10年）9月21日 - 新校舎安全祈願祭。
- 1999年（平成11年）
  - 3月6日 - 新築記念事業協賛会設立。
  - 10月31日 - 引っ越し作業。
  - 11月2日 - 新校舎での授業開始。
- 2000年（平成12年）
  - 2月5日 - 体育館の使用開始。
  - 7月 - 校舎新築落成記念式典挙行[3]。
- 2015年（平成27年）9月18日 - 15時頃、1階調理室付近で爆発が発生。臨時調理員の女性が死亡。児童2名を含む5名が負傷した。警察の調べによると爆発の原因は、調理室では当時害虫駆除が行われており、作業に当たった男性が床下で噴煙式の殺虫剤に着火しようとした際、爆発が起きた[4]。
- 2017年（平成29年）12月 - 2年前の爆発事故で、破損した給食調理室の改築工事が完成[5]。
- 2018年（平成30年）4月1日 - 黒石市立上十川小学校を統合[6]。

## 学区
出典
- 竹鼻、高館、三島、赤坂、上十川、竹田町、あけぼの町、青山（1番地～111番地）、松原（1番地～53番地）、東野添（黒石東小学校の学区を除く）

## 周辺
- 青森県道146号浪岡北中野黒石線[8]
- 陸奥六郷郵便局
- 東北自動車道[8]
  - ただし、付近にインターチェンジは無く、黒石ICを利用する。

## 交通
- 弘南バス黒石～浪岡～高野線（本郷経由）で、六郷保育園前バス停下車後、徒歩約360m・5分。
- 弘南鉄道黒石駅から、
  - 上述の弘南バスで、六郷保育園前バス停下車後、徒歩。
  - 車で、約4.4km、約8分。
- 東北自動車道黒石ICから、車で約7.3km・約14分。